# Irupana
Irupana är en ort i Bolivia.   Den ligger i departementet La Paz, i den centrala delen av landet, 400 km nordväst om huvudstaden Sucre. Irupana ligger 1 722 meter över havet och antalet invånare är 1 882.
Terrängen runt Irupana är bergig åt sydost, men åt nordväst är den kuperad. Terrängen runt Irupana sluttar norrut. Runt Irupana är det glesbefolkat, med 11 invånare per kvadratkilometer.. Närmaste större samhälle är Chulumani, 9,3 km nordväst om Irupana. 
I omgivningarna runt Irupana växer i huvudsak städsegrön lövskog.